# Медішору-Мік
Медішору-Мік (рум. Medișoru Mic) — село у повіті Харгіта в Румунії. Входить до складу комуни Авремешть.
Село розташоване на відстані 231 км на північ від Бухареста, 58 км на захід від М'єркуря-Чука, 119 км на схід від Клуж-Напоки, 92 км на північний захід від Брашова.

## Населення
За даними перепису населення 2002 року у селі проживали 52 особи, усі — угорці. Усі жителі села рідною мовою назвали угорську.